# Karacsáj- és Cserkeszföld zászlaja

Karacsáj- és Cserkeszföld (Карачаево-Черкесия) egy autonóm köztársaság Oroszországban.
Zászlajában a kék a béke, a jó szándék és a komolyság színe. A zöld a jövő, a termékenység és a gazdagság jelképe, továbbá a fiatalság, a bölcsesség és az önuralom színe.
A vörös a népek közötti barátságos kapcsolatok szimbóluma. A hegyek mögül felkelő nap pompás sugarai pedig a kaukázusi népek fényes jövőbe vetett hitét jelképezik.